# 6440 Ransome
6440 Ransome è un asteroide della fascia principale. Scoperto nel 1988, presenta un'orbita caratterizzata da un semiasse maggiore pari a 2,4553404 UA e da un'eccentricità di 0,1893836, inclinata di 2,51057° rispetto all'eclittica.